# Завидово
Национални парк Завидово (рус. Национальный парк Завидово) заштићено је природно подручје са статусом националног парка на северозападу европског дела Руске Федерације. Налази се на граници између Тверске и Московске области, у подручју уз горњи ток реке Волге познатом као Горњоволшка низија. Парк је основан 1972. године на месту некадашњег ловачког резервата који је био успостављен 1929. године. Налази се на око 150 километара северозападно од Москве, односно на око 30 километара југоисточно од Твера. Парк обухвата територију површине око 125.000 хектара, од чега шуме чине преко 79 хиљада хектара, на ливаде отпада преко 17.000 хектара, док око 1,1 хиљаду хектара чине водене површине.
Рељеф парка је равничарски, са ретким брежуљкастим узвишењима моренског порекла. Просечна надморска висина је 150 метара. Преко територије парка протиче неколико река од којих су најважније Шоша, Лама и Јауза. Заједничка одлика свих река које протичу кроз парк су доста ниске и замочварене обале и висок степен ујезерености приобалних подручја. У границама парка налази се и најзападнији део Ивањковског језера на Волги, такозвани Шошински залив.
На подручју парка налази се резиденција Председника Русије „Рус“ (рус. Русь), а у границама парка постоји 90 насељених места у којима укупно живи око 20.000 људи. Највеће насеље је варошица Козлово.
Територија парка се према степену заштите дели на три целине; на строго заштићена, заштићена и слободна подручја.

## Живи свет
Територијом парка доминирају мешовите шуме брезе, бора, јасике и јове. Значајан део територије чини ливадска вегетација, те вегетација мочварних предела.
Фауном доминирају сисари од којих су најзаступљенији лос, зец, лисица, дивља свиња, срна, ласица, мрки медвед и рис. Од птица у шумским пределима су најчешћи тетреб и јаребица, док у мочварама обитава дивља патка. Ихтиофауну представљају деверика, шаран, смуђ, лињак, штука, клен, манић. Од животиња које нису аутохтоне у парку живе јелени и европски даброви који су ту донесени 1935. као врсте за лов.
Унеско је национални парк Завидово уврстио међу еколошки најчистија подручја на Земљи.

## Историјат
Године 1929. у атару варошице Козлово основан је војнички камп и ловачки центар московског војног округа, и то на територији површине око 13.000 хектара. Иако је центар по наређењу тадашњег совјетског председника Јосифа Стаљина привремено расформиран 1951. године, поново је успостављено као државно ловиште почетком 1960-их година. У Завидовско ловиште су долазиле и највише државне делегације које су биле у званичним посетама Совјетском Савезу, а неки од најпознатијих светских лидера који су ту боравили су Јосип Броз Тито, Фидел Кастро, Урхо Кеконен, Јанош Кадар, Ерих Хонекер.
По налогу председника Леонида Брежњева у Козлову је саграђена двоспратна луксузна вила и луксузни хотел са 12 соба, биоскопом и салом за билијар. Сам Брежњев је током свог мандата често боравио у том комплексу.
Цео комплекс је реновиран почетком 1970-их година, а радове је лично надгледао совјетски маршал Андреј Гречко. Године 1972. цело подручје је проглашено за национални парк.
Одлуком председника РФ Бориса Јељцина од фебруара 1992. цело подручје националног парка и одмаралиште Руса стављени су под заштиту федералне службе за заштиту (рус. Федеральная служба охраны Российской Федерации), док је комплекс „Завидово“ 1996. проглашен за службену резиденцију Председника Русије.